# Discendo Discimus
Discendo Discimus (kortweg: DD) is een schaakvereniging in Den Haag.

## Geschiedenis
Het Koninklijk 's-Gravenhaags Schaakgenootschap Discendo Discimus ("Door te leren, leren wij") is opgericht op 29 december 1852. De club is daarmee een van de oudste schaakverenigingen van Nederland. Volgens schaakhistoricus Hans Scholten is Discendo Discimus zelfs de oudste schaakvereniging van Nederland die onafgebroken en onder dezelfde naam bestaat.
In 1873 stond DD aan de wieg bij de oprichting van de Nederlandse Schaakbond.
In 1902 vierde de vereniging haar 50-jarige jubileum, ter gelegenheid waarvan de Amerikaanse schaker Harry Pillsbury een simul blindschaken heeft gegeven. Discendo Discimus werd in de twintigste eeuw zes maal clubkampioen van Nederland. De eerste keer was in 1928, de laatste maal in 1956.
Tussen 1981 en 2003 organiseerde de vereniging het DD Weekendtoernooi.

## Publicaties
- 150 jaar DD. 1852-29 december-2002. Redactieteam: W.J.P. Vink, R. Dickhoff. Schaakvereniging Discendo Discimus, Den Haag, 2005. ISBN 90-9019805-9
- J.C. Kort: Inventaris van het archief van het Koninklijk Schaakgenootschap Discendo Discimus, 1852-1977. Koninklijk Schaakgenootschap Discendo Discimus, Den Haag, 1976. Geen ISBN
- Alexander Münninghoff: Donner, Euwe, Prins. Koning, keizer, prins. 1950 1951. Den Haag, Schaakvereniging Discendo Discimus, 2002. Geen ISBN

## Bekende (oud-)leden

### Ereleden
- ?: C.N.O. Olijphant[3]
- 1873: A. de Lelie[4]
- 1873: C.E.A. Dupré[4]
- 1873: Wilhelm Steinitz[4]
- 1873: W.J.L. Verbeek[4]
- 1894: J.F. Heemskerk[5]

### Andere leden
- Jan Hein Donner
- Frederik van Hogendorp, voortrekker, 'vernieuwer'[6] respectievelijk voorzitter in de periode 1870-75[7]
- Alexander Rueb, bestuurslid (1912) respectievelijk voorzitter (1920).

## Erelijst
| Competitie                                    | Aantal | Jaren                                                |
| --------------------------------------------- | ------ | ---------------------------------------------------- |
| Nederlands landskampioenschap / Eerste klasse | 6x     | 1927/28, 1931/32, 1933/34, 1936/37, 1953/54, 1955/56 |